# Tassé
Pour les articles homonymes, voir Tassé (homonymie).
Tassé est une commune française, située dans le département de la Sarthe en région Pays de la Loire, peuplée de 289 habitants.
La commune fait partie de la province historique du Maine.

## Géographie
Tassé est une commune sarthoise située à 35 km au sud-ouest du Mans, bordée par les ruisseaux des Deux-Fonds, de l'Arche et de Veaux.

### Communes limitrophes
| Fontenay-sur-Vègre | Chantenay-Villedieu | Pirmil           |
| Asnières-sur-Vègre | Tassé               | Noyen-sur-Sarthe |
|                    | Avoise              | Noyen-sur-Sarthe |

### Climat
Pour des articles plus généraux, voir Climat des Pays de la Loire et Climat de la Sarthe.
En 2010, le climat de la commune est de type climat océanique dégradé des plaines du Centre et du Nord, selon une étude du CNRS s'appuyant sur une série de données couvrant la période 1971-2000. En 2020, Météo-France publie une typologie des climats de la France métropolitaine dans laquelle la commune est exposée à un climat océanique et est dans la région climatique  Moyenne vallée de la Loire, caractérisée par une bonne insolation (1 850 h/an) et un été peu pluvieux. 
Pour la période 1971-2000, la température annuelle moyenne est de 11,3 °C, avec une amplitude thermique annuelle de 14,2 °C. Le cumul annuel moyen de précipitations est de 700 mm, avec 11,7 jours de précipitations en janvier et 6,7 jours en juillet. Pour la période 1991-2020, la température moyenne annuelle observée sur la station météorologique de Météo-France la plus proche, sur la commune de Saint-Loup-du-Dorat à 21 km à vol d'oiseau, est de 12,2 °C et le cumul annuel moyen de précipitations est de 760,0 mm,. Pour l'avenir, les paramètres climatiques de la commune estimés pour 2050 selon différents scénarios d'émission de gaz à effet de serre sont consultables sur un site dédié publié par Météo-France en novembre 2022.

## Urbanisme

### Typologie
Au 1er janvier 2024, Tassé est catégorisée commune rurale à habitat dispersé, selon la nouvelle grille communale de densité à sept niveaux définie par l'Insee en 2022.
Elle est située hors unité urbaine. Par ailleurs la commune fait partie de l'aire d'attraction de Sablé-sur-Sarthe, dont elle est une commune de la couronne,. Cette aire, qui regroupe 39 communes, est catégorisée dans les aires de moins de 50 000 habitants,.

### Occupation des sols
L'occupation des sols de la commune, telle qu'elle ressort de la base de données européenne d’occupation biophysique des sols Corine Land Cover (CLC), est marquée par l'importance des territoires agricoles (100 % en 2018), une proportion identique à celle de 1990 (100 %). La répartition détaillée en 2018 est la suivante : 
terres arables (59,7 %), prairies (33,7 %), zones agricoles hétérogènes (6,6 %). L'évolution de l’occupation des sols de la commune et de ses infrastructures peut être observée sur les différentes représentations cartographiques du territoire : la carte de Cassini (XVIIIe siècle), la carte d'état-major (1820-1866) et les cartes ou photos aériennes de l'IGN pour la période actuelle (1950 à aujourd'hui).

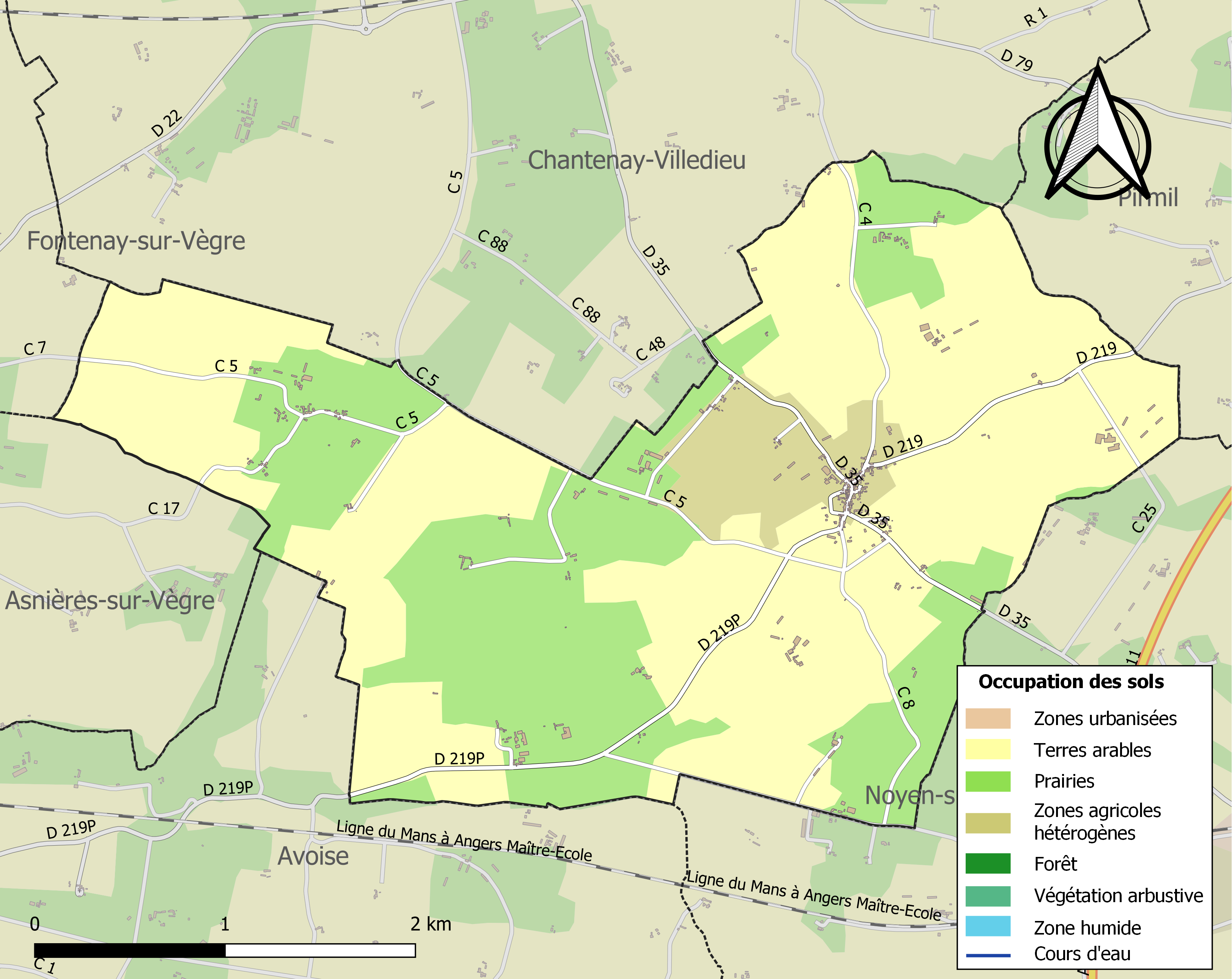
Carte des infrastructures et de l'occupation des sols de la commune en 2018 (CLC).

## Politique et administration

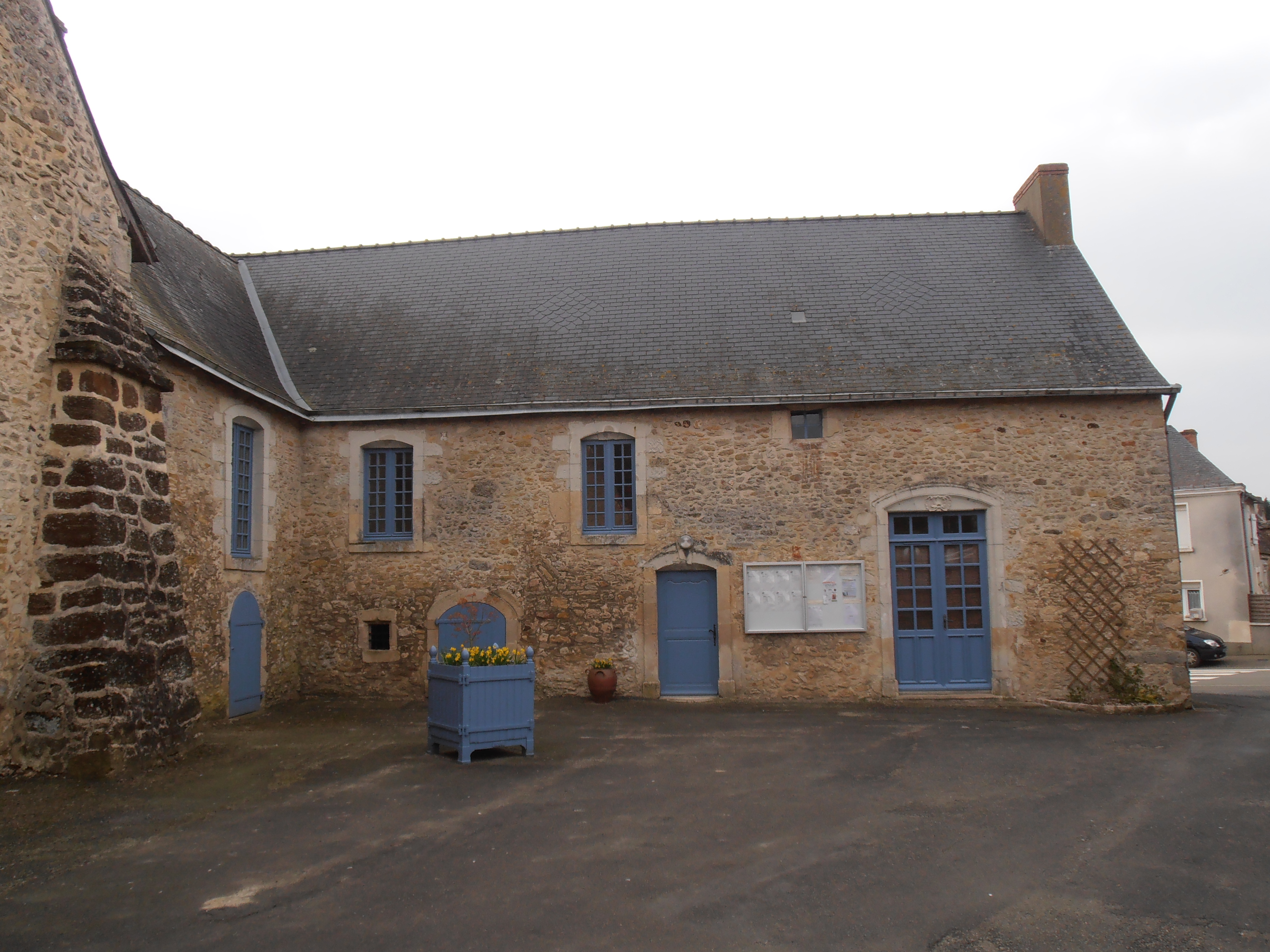
La mairie.

| Période                                  | Période   | Identité            | Étiquette | Qualité     |
| ---------------------------------------- | --------- | ------------------- | --------- | ----------- |
| mars 1971                                | mars 2001 | Fernand Cornuel     |           | Agriculteur |
| mars 2001                                | En cours  | Catherine Lemercier | SE        | Comptable   |
| Les données manquantes sont à compléter. |           |                     |           |             |

## Démographie
L'évolution du nombre d'habitants est connue à travers les recensements de la population effectués dans la commune depuis 1793. Pour les communes de moins de 10 000 habitants, une enquête de recensement portant sur toute la population est réalisée tous les cinq ans, les populations de référence des années intermédiaires étant quant à elles estimées par interpolation ou extrapolation. Pour la commune, le premier recensement exhaustif entrant dans le cadre du nouveau dispositif a été réalisé en 2008.
En 2022, la commune comptait 289 habitants, en évolution de −10,8 % par rapport à 2016 (Sarthe : −0,25 %, France hors Mayotte : +2,11 %).
En 2020, la commune compte une densité moyenne de 27,9 habitants par km2, en évolution de +5.8 % depuis 2000.
La répartition des tranches d'âge de la commune en 2020 est la suivante :
- de 0 à 29 ans : 41,3 % ;
- de 30 à 59 ans : 38,7 % ;
- 60 ans ou plus : 20 %[18].

| 1793 | 1800 | 1806 | 1821 | 1831 | 1836 | 1841 | 1846 | 1851 |
| ---- | ---- | ---- | ---- | ---- | ---- | ---- | ---- | ---- |
| 524  | 569  | 548  | 587  | 597  | 645  | 601  | 602  | 567  |

| 1856 | 1861 | 1866 | 1872 | 1876 | 1881 | 1886 | 1891 | 1896 |
| ---- | ---- | ---- | ---- | ---- | ---- | ---- | ---- | ---- |
| 534  | 542  | 501  | 510  | 514  | 511  | 504  | 467  | 428  |

| 1901 | 1906 | 1911 | 1921 | 1926 | 1931 | 1936 | 1946 | 1954 |
| ---- | ---- | ---- | ---- | ---- | ---- | ---- | ---- | ---- |
| 433  | 400  | 404  | 414  | 405  | 384  | 368  | 390  | 396  |

| 1962 | 1968 | 1975 | 1982 | 1990 | 1999 | 2006 | 2008 | 2013 |
| ---- | ---- | ---- | ---- | ---- | ---- | ---- | ---- | ---- |
| 335  | 350  | 297  | 283  | 248  | 284  | 298  | 302  | 318  |

| 2018 | 2022 | - | - | - | - | - | - | - |
| ---- | ---- | - | - | - | - | - | - | - |
| 305  | 289  | - | - | - | - | - | - | - |

## Lieux et monuments

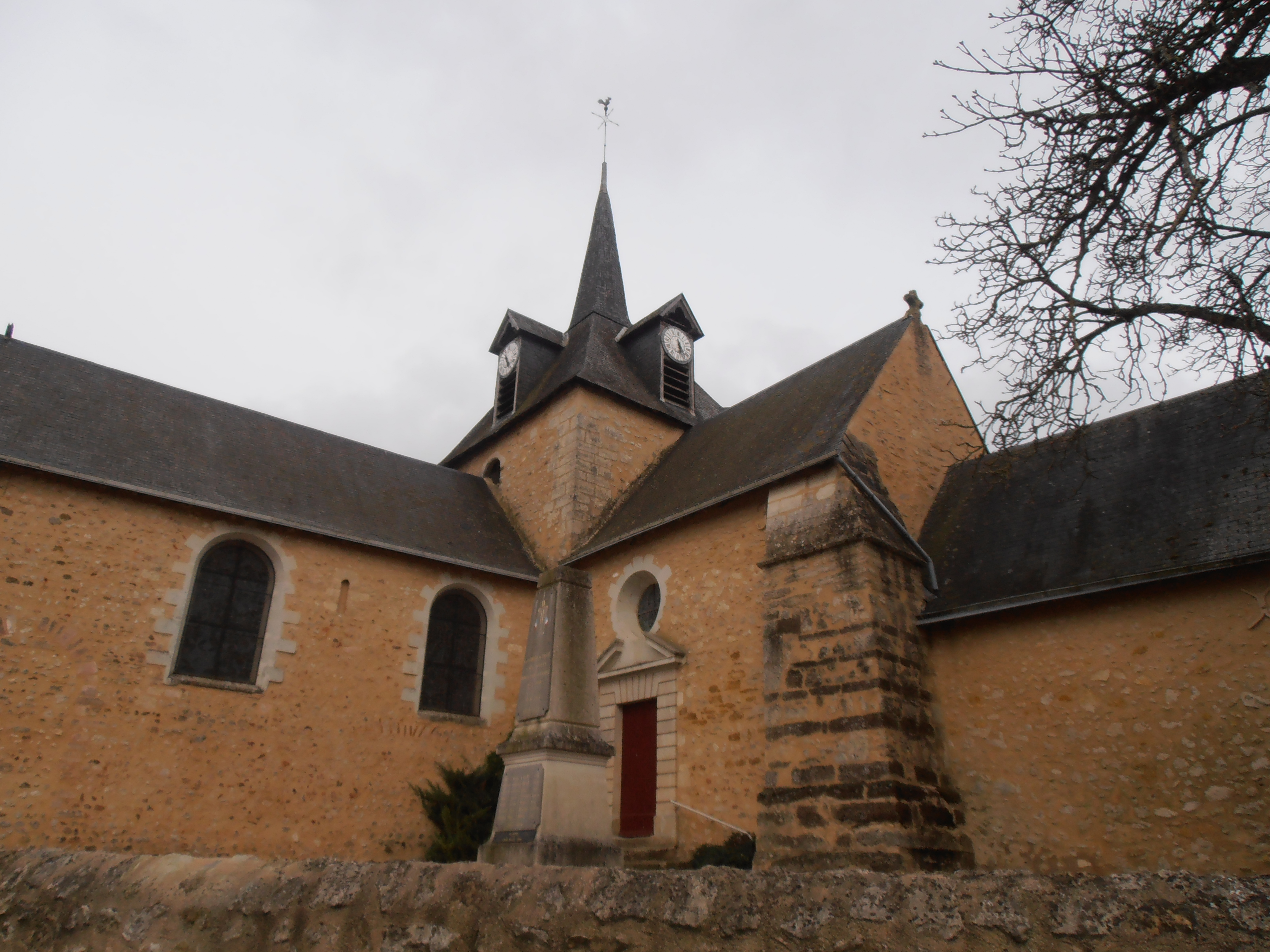
L'église Saint-André.

- Église Saint-André : nef carolingienne (IXe siècle), transept vouté roman (Xe siècle), remaniement XIe siècle, chœur Plantagenet (XIIe siècle)[réf. nécessaire].